# Altes Pfarrhaus (Füssen)

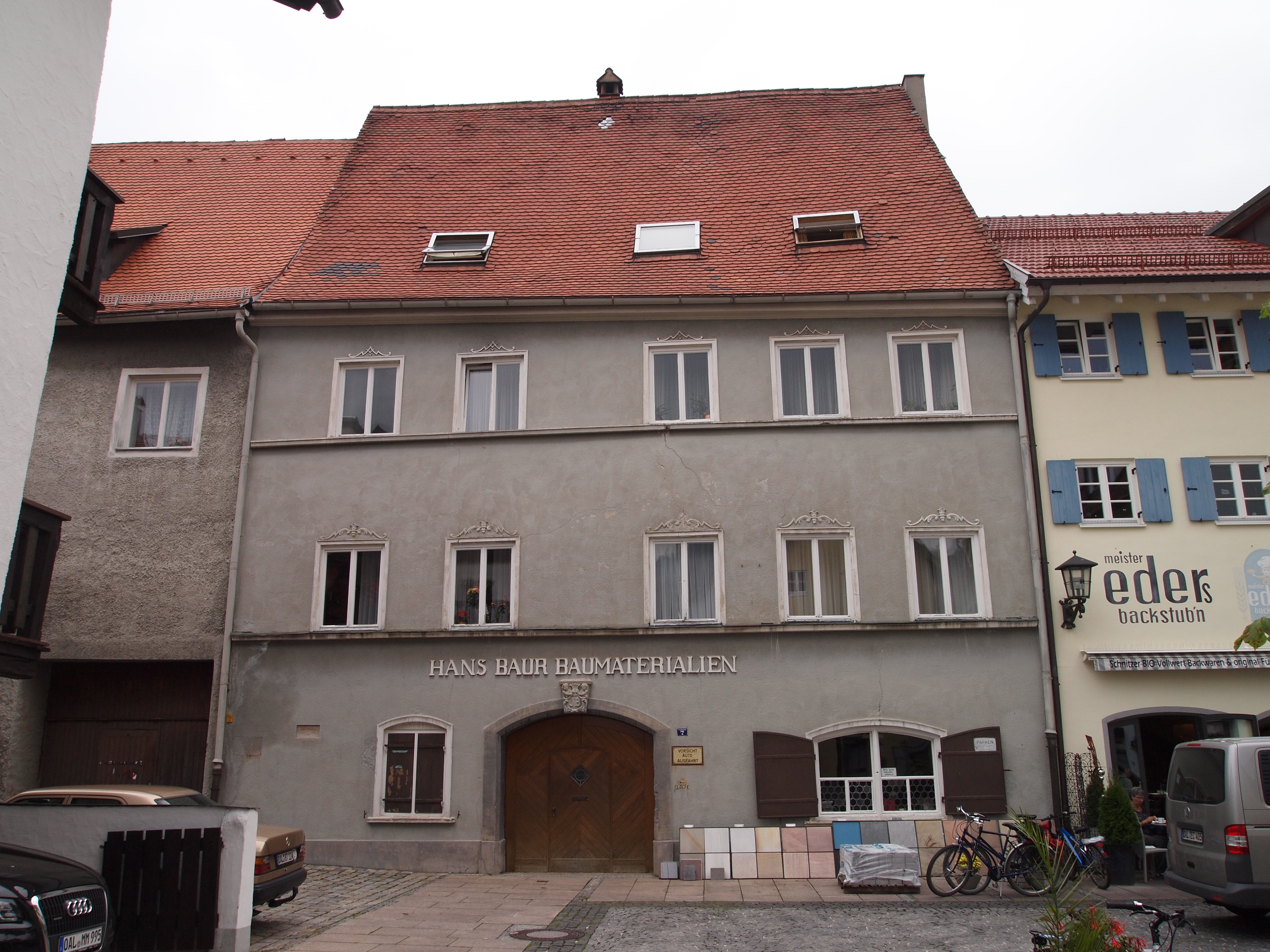
Ehemaliges Pfarrhaus in Füssen

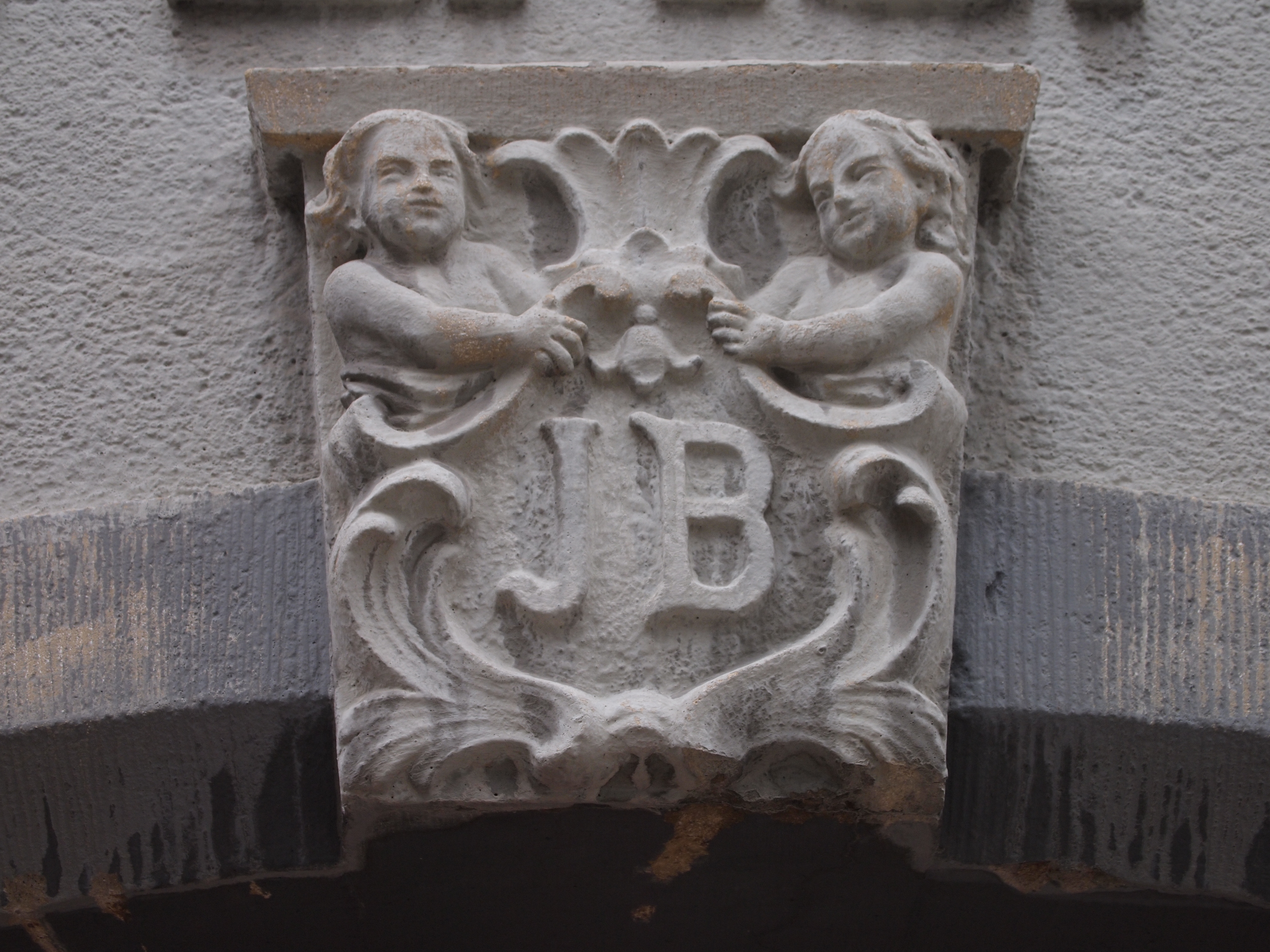
Agraffe über der Einfahrt

Das Alte Pfarrhaus in Füssen, einer Stadt im Landkreis Ostallgäu im bayerischen Regierungsbezirk Schwaben, wurde im Kern im 16. Jahrhundert errichtet. Das ehemalige Pfarrhaus an der Franziskanergasse 7 ist ein geschütztes Baudenkmal.
Der dreigeschossige Traufbau mit Steildach, Segmentbogenöffnungen und Fassadenstuck wurde von 1632 bis 1803 als Pfarrhaus genutzt. Die Agraffe über der Einfahrt ist mit dem Monogramm JB versehen.